# Abáigar
Abáigar é um município da Espanha 
na província e comunidade autónoma de Navarra. Tem 4,86 km² de área e em 2021 tinha 84 habitantes (densidade: 17,3 hab./km²).

## Demografia
| Variação demográfica do município entre 1991 e 2004 | Variação demográfica do município entre 1991 e 2004 | Variação demográfica do município entre 1991 e 2004 | Variação demográfica do município entre 1991 e 2004 |
| --------------------------------------------------- | --------------------------------------------------- | --------------------------------------------------- | --------------------------------------------------- |
| 1991                                                | 1996                                                | 2001                                                | 2004                                                |
| 95                                                  | 95                                                  | 99                                                  | 97                                                  |